# Табачненский сельский совет (Джанкойский район)
Табачненский сельский совет (укр. Табачненська сільська рада, крымскотат. Acı Ahmat  köy şurası) — согласно законодательству Украины — административно-территориальная единица в Джанкойском районе Автономной Республики Крым, расположенная в восточной части Джанкойского района, в степной зоне полуострова, у границы с Нижнегорским районом. Население по переписи 2001 года — 2233 человека.
К 2014 году сельсовет состоял из 4 сёл:
- Табачное
- Новосельцево
- Фёдоровка
- Хлебное

## История
Сельсовет был образован 2 февраля 1988 года путём выделения из Майского сельсовета. С 12 февраля 1991 года сельсовет в восстановленной Крымской АССР, 26 февраля 1992 года переименованной в Автономную Республику Крым. С 21 марта 2014 года — аннексирован Россией. Законом «Об установлении границ муниципальных образований и статусе муниципальных образований в Республике Крым» от 4 июня 2014 года территория административной единицы была объявлена муниципальным образованием со статусом сельского поселения.